# 準鉱物
準鉱物（じゅんこうぶつ、英: mineraloid）とは、鉱物のように見えるが結晶構造を持たないもの。準鉱物は一般的に、厳密な意味で「鉱物」として妥当と認められる範囲を超えて変動する化学組成を有している。例えば、黒曜石はアモルファスなガラスであって結晶ではない。 黒玉は超高圧下で変質した木材に由来するものである。オパールはその非結晶性な特質から準鉱物と言える。真珠はその構造の中に炭酸カルシウムの結晶を持つため鉱物だと考える場合もあるが、生体由来の有機物によって結合されていることと、成分の明確な比率が存在しないので、準鉱物と言える（あえて鉱物に分類する場合は生体鉱物と呼ばれる）。

## 準鉱物の例
- 琥珀 - 非晶質、有機物
- エボナイト、加硫天然ゴムまたは合成ゴム - 結晶構造を欠く
- 黒玉 - 非晶質、有機物
- 閃電岩 - ほぼ純粋なシリカガラス
- 褐鉄鉱 - 鉄の酸化物及び水酸化物の混合物
- 水銀 - 液体（IMA/CNMNCでは鉱物とされている）
- 黒曜石（火山ガラス） - 非結晶構造、ガラス・石英混合物
- オパール - 非結晶性二酸化ケイ素、鉱物の混合物（IMA/CNMNCでは鉱物とされている）
- オゾケライト - 地蝋。炭化水素の固体
- 真珠 - 生体由来の有機物
- 石油 - 液体、生体由来
- アスファルト - 非晶質の化石化した石油（生体由来）
- テクタイト - 隕石シリカガラス
- エバンス石 - 非晶質、リン酸塩鉱物